# Peeter Jakobson
Peeter Jakobson (* 15. Dezemberjul. / 27. Dezember 1854greg. in Rakvere; † 11. Julijul. / 23. Juli 1899greg. in Väike-Maarja) war ein estnischer Dichter und Dramatiker.

## Leben
Nach seiner Schulzeit in einer russischen Kirchenschule und einer Armenschule wurde Jakobson 1875 in die Armee aufgenommen und 1877 als Unteroffizier im Zuge des Russisch-Türkischen Krieges auf den Balkan geschickt. 1879 wurde er wegen Krankheit – er war im Kriege an Malaria erkrankt – aus dem Militärdienst entlassen und arbeitete als Schuster in Rakvere. 1884 übersiedelte er auf Einladung von Jakob Liiv nach Väike-Maarja, wo er zunächst ebenfalls als Schuster arbeitete und später eine Buchhandlung gründete. Danach hatte er noch andere Anstellungen, in den 1890er-Jahren war er als Fotograf tätig. In seinen letzten Lebensjahren erkrankte er an Tuberkulose.

## Werk
Jakobson veröffentlichte 1881 seinen ersten Gedichtband, dem zwei weitere folgten. Seine Dichtung stützt sich stark auf die Vorbilder der deutschen Spätromantik und ahmt u. a. den Stil von Friedrich Reinhold Kreutzwald, Lydia Koidula, Mihkel Veske und Ado Reinvald nach. Wie für Estland nicht ungewöhnlich in jener Zeit, dichtete er auch auf Deutsch bzw. übersetzte seine Gedichte selbst ins Deutsche. 1895 erschien von ihm ein Band mit deutscher Lyrik, der neben seinen eigenen Gedichten auch von ihm übersetzte Gedichte von Kaarel Krimm, Jakob Tamm, Georg Eduard Luiga, Jakob Liiv und Juhan Kunder enthält. Von seinen eigenen Gedichten scheint zumindest ein Teil auf Deutsch verfasst zu sein, da keine estnischen Originale ausfindig gemacht werden konnten. Ferner liegt auf Deutsch ein Gedicht von ihm in der Anthologie von Wilhelm Nerling vor.
Als Dramatiker war Jakobson weniger epigonal und schuf eigenständigere Werke, die teilweise sehr erfolgreich inszeniert wurden. Dies war beispielsweise bei seinen Stücken mit einer Thematik aus der Volksdichtung der Fall, aber auch einige seiner späteren Gesellschaftsdramen, die ein realistisches Bild des Dorflebens wiedergaben, stießen auf ein positives Echo.

## Bibliografie
- Õilme nupukesed. Laulud noore rahwalle ('Blütenknospen. Lieder für das junge Volk'). Rakvere: s.n. 1881. 48 S.
- Koit ja Hämarik. Rahwaluulelik näitemäng kahes pildis ('K. und H. Auf der Volksdichtung basierendes Schauspiel in zwei Bildern'). Rakvere: G. Kuhs 1884. 16 S.
- P. Jakobson'i Luuletused. Esimene anne ('P.J.s Gedichte. Erste Lieferung'). Rakwere: [P. Jakobson] 1884. 46 S.
- P. Jakobson'i Luuletused. Teine anne ('P.J.s Gedichte. Zweite Lieferung'). Rakwere: [P. Jakobson] 1885. 63 S.
- Udumäe kuningas ehk kroonitud woorus. Näitelaul neljas järgus ('Der König des Nebelberg oder gekrönte Tugend. Bühnengesang in vier Akten'). Tartu: Eesti Kirjameeste Selts 1888. 113 S.
- Die Hirtenflöte aus dem estnischen Blumenthal. Wesenberg 1895: von Malsch. 95 S.
- Kustas kosib Mihklit. Naljamäng kolmes järgus ('Kustas freit Mihkel. Schwank in drei Akten'). Viljandi: s.n. [1895]. 31 S.
- Pettuse ohwrid. Kurbmäng neljas järgus ('Betrugsopfer. Trauerspiel in vier Akten'). Jurjev: K. A. Hermann 1897. 99 S.
- Kihlakaart ehk Suured sekeldused. Naljamäng kahes järgus ('Die Verlobungskarte oder Große Verwirrungen. Schwank in zwei Akten'). Jurjew: M. Vares 1899. 43 S.
- Karukütt. Näitemäng ühes järgus, kahes muutuses ('Die Bärenjagd. Schauspiel in einem Akt und zwei Szenen'). Jurjew: E. J. Õunapuu 1900. 30 S.
- Minu sõjamälestused ('Mein Kriegserinnerungen'). Tallinn: G. Pihlakas 1901. 44 S.